# مقاطعة يامهيل (أوريغون)
مقاطعة يامهيل (بالإنجليزية: Yamhill County)‏ هي إحدى مقاطعات ولاية أوريغون في الولايات المتحدة الأمريكية.

## أعلام
- ديفيد لوغان
- جورج إتش بيرنت
- روبرت إس. بين